# Гошен (Алабама)
Гошен (англ. Goshen) — місто (англ. town) в США, в окрузі Пайк штату Алабама. Населення — 269 осіб (2020).

## Географія
Гошен розташований за координатами 31°43′12″ пн. ш. 86°7′24″ зх. д. / 31.72000° пн. ш. 86.12333° зх. д. (31.720015, -86.123245).  За даними Бюро перепису населення США в 2010 році місто мало площу 6,67 км², з яких 6,63 км² — суходіл та 0,04 км² — водойми.

## Демографія

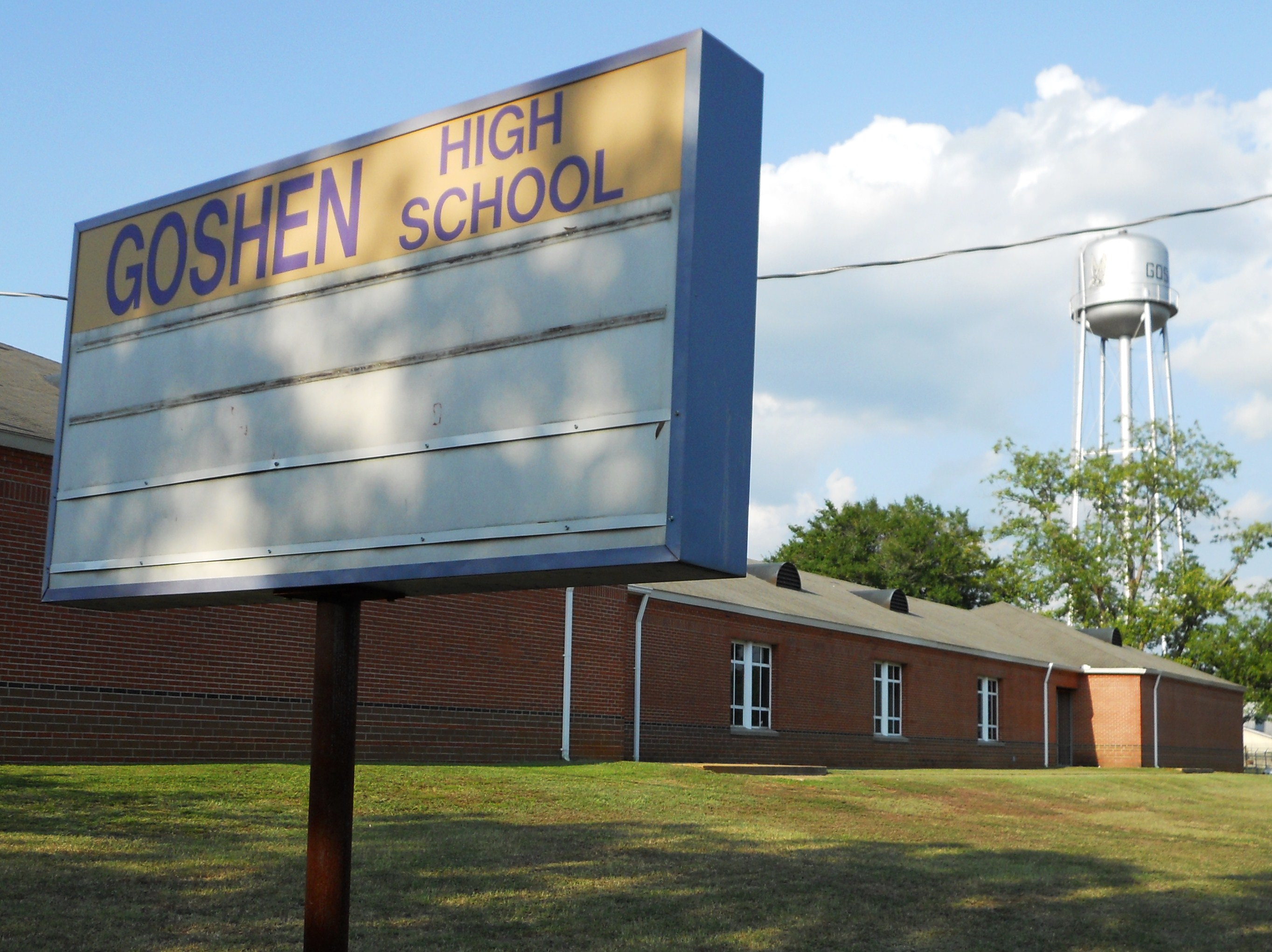
Школа в Гошені

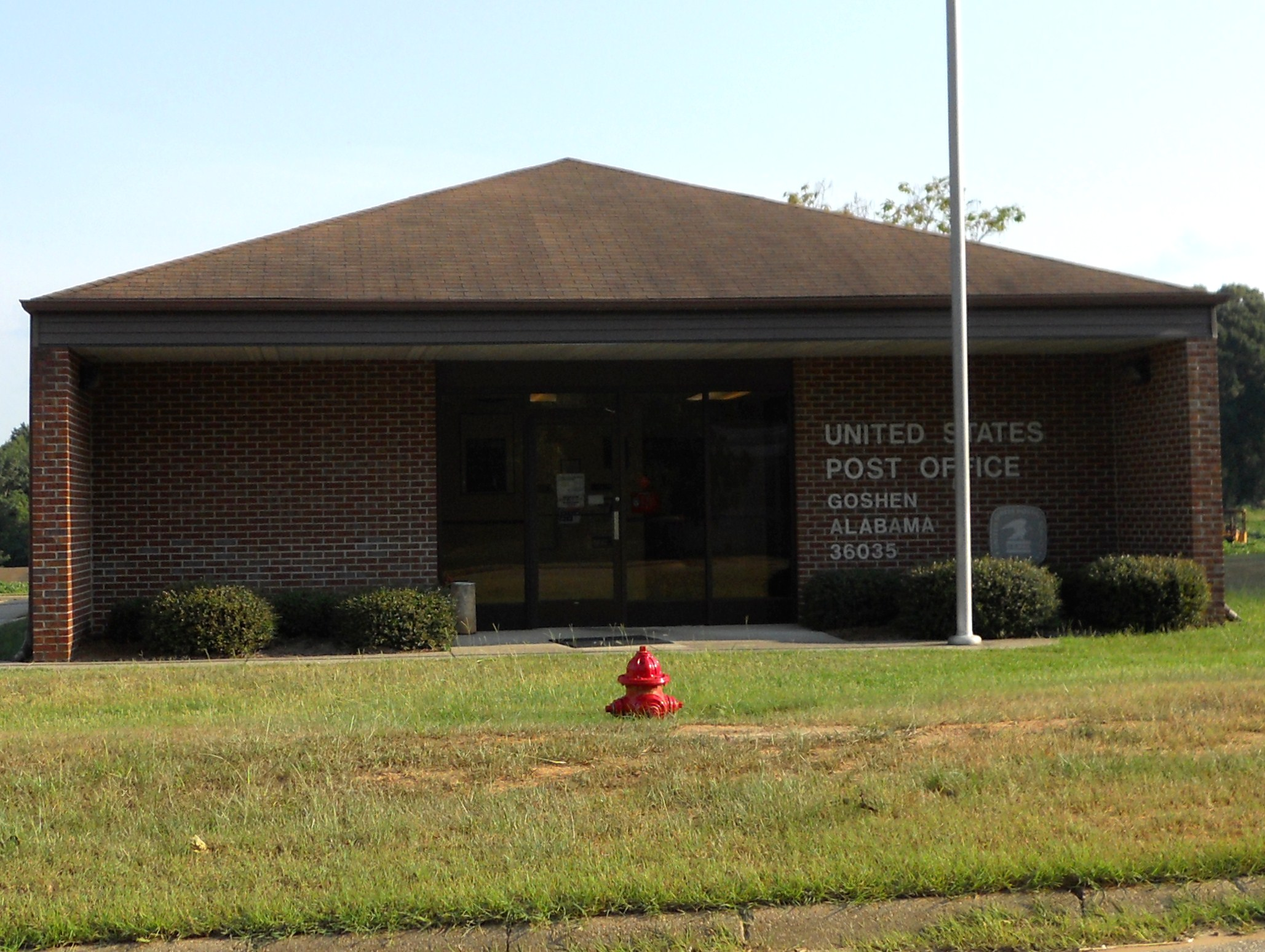
Поштове відділення

Згідно з переписом 2010 року, у місті мешкало 266 осіб у 117 домогосподарствах у складі 73 родин. Густота населення становила 40 осіб/км².  Було 141 помешкання (21/км²).
Расовий склад населення:
| - 76,7 % — білих - 22,6 % — чорних або афроамериканців - 0,4 % — корінних американців |

До двох чи більше рас належало 0,4 %. Частка іспаномовних становила 0,0 % від усіх жителів.
За віковим діапазоном населення розподілялося таким чином: 18,0 % — особи молодші 18 років, 56,8 % — особи у віці 18—64 років, 25,2 % — особи у віці 65 років та старші. Медіана віку мешканця становила 48,0 року. На 100 осіб жіночої статі у місті припадало 116,3 чоловіків;  на 100 жінок у віці від 18 років та старших — 109,6 чоловіків також старших 18 років.
Середній дохід на одне домашнє господарство  становив 39 354 долари США (медіана — 40 132), а середній дохід на одну сім'ю — 42 738 доларів (медіана — 41 053). За межею бідності перебувало 31,9 % осіб, у тому числі 53,5 % дітей у віці до 18 років та 12,3 % осіб у віці 65 років та старших.
Цивільне працевлаштоване населення становило 112 особи. Основні галузі зайнятості: освіта, охорона здоров'я та соціальна допомога — 17,9 %, сільське господарство, лісництво, риболовля — 17,9 %, виробництво — 10,7 %, роздрібна торгівля — 9,8 %.